# ميخائيل هاميلتون فولي
ميخائيل هاميلتون فولي هو محامي كندي، ولد في 1820، وتوفي في 8 أبريل 1870.